# 디 스트레인지-고든
데바리스 "디" 스트레인지-고든(영어: Devaris "Dee" Strange-Gordon, 1988년 4월 22일 ~ )은 미국의 야구 선수이자 현재는 자유계약선수 신분이다.